# 右文書院
株式会社右文書院（ゆうぶんしょいん）は、東京都千代田区に本社をおく日本の出版社。
1918年（大正7年）4月、合資会社右文書院として塚田六弥が東京市本郷区、現在の千駄木に創業した。